# Робер де Куси
Робер де Куси́ (фр. Robert de Coucy; XIII век, Реймс — 12 ноября 1311, Реймс) — французский архитектор, один из зодчих Реймсского собора.
О Робере де Куси достоверно известны только его имя, род занятий и дата смерти. Они были указаны в некрологе и в эпитафии на могильной плите, находившейся в реймсском аббатстве Сен-Дени (нынешнее здание Музея изящных искусств). Эпитафия гласила: «Cy gist Robert de Coucy, maistre de Nostre Dame et de Saint Nicaise, qui trespassa l’an 1311» («Здесь покоится Робер де Куси, мастер [храмов] Нотр-Дам и Сен-Никез»).

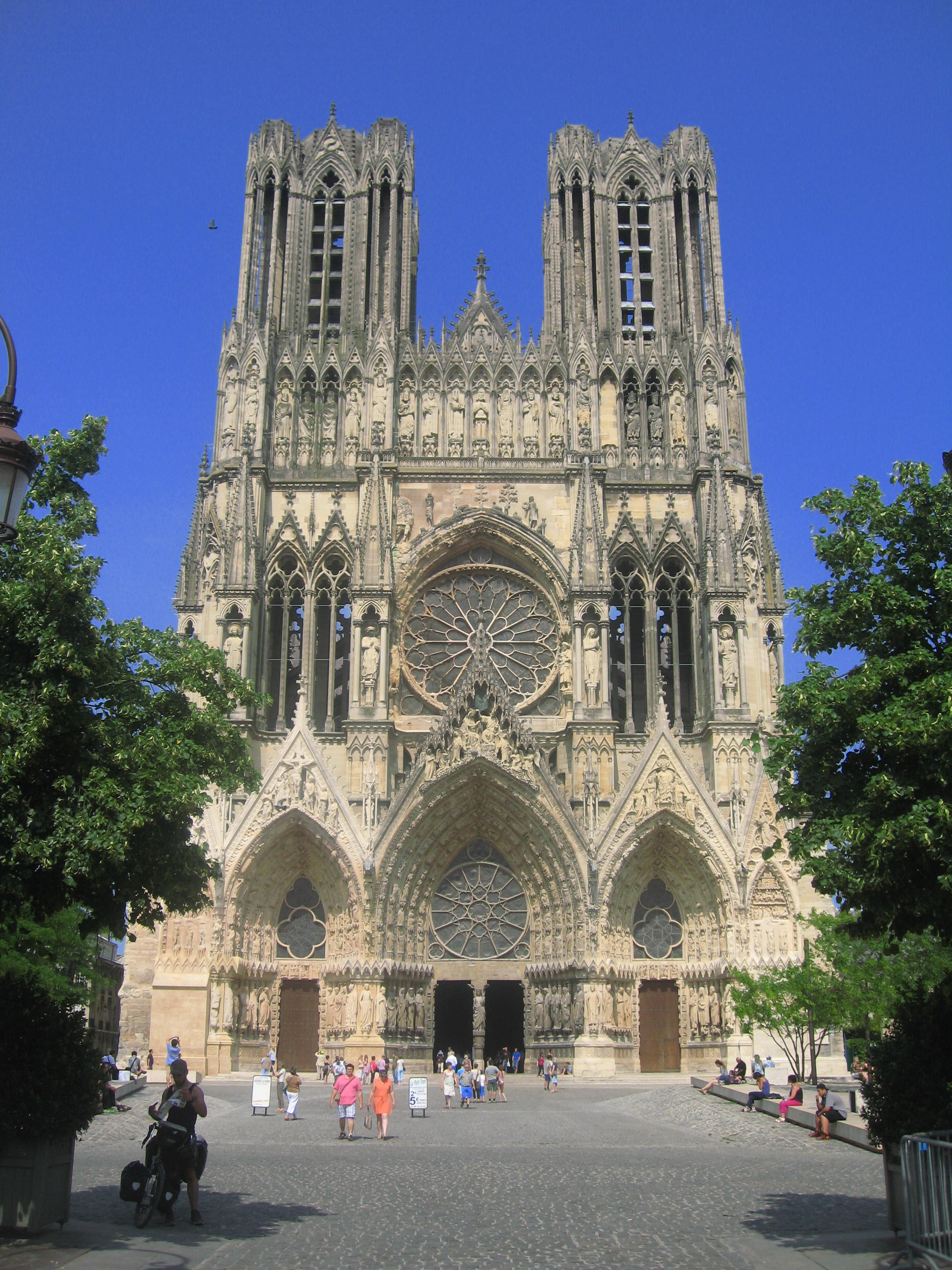
Западный фасад Реймсского собора

Из текста эпитафии историками был сделан поспешный вывод о том, что де Куси был первым зодчим Реймсского собора и автором проекта. В его честь была названа прилежащая к собору улица; Виолле-ле-Дюк восторженно писал о нём в своём «Словаре французской архитектуры». Это представление господствовало на протяжении долгого времени, хотя оно никак не согласуется с фактом смерти Робера де Куси в 1311 году (известно, что строительство нового собора на месте сгоревшего старого было начато в 1211 году, то есть за сто лет до этой даты). Лишь в 1885 году реймсский библиотекарь и архивист Луи Парис указал на эту явную нестыковку
Однако имя Робера де Куси к тому времени уже пользовалось такой славой, что было придумано объяснение: якобы существовали два Робера де Куси, отец и сын, один из которых начал строительство, а другой продолжил.
Реймсский историк Луи Демезон в своей работе «Les architectes de la cathédrale de Reims» («Архитекторы Реймсского собора», 1897) убедительно аргументирует как историческую невозможность первенства Робера де Куси в проектировании и основании Реймсского собора, так и несостоятельность гипотезы о существовании двух зодчих с одинаковым именем. Он, вслед за Луи Парисом, вспоминает о существовании в Реймсском соборе напольного лабиринта, в который были вписаны имена первых зодчих собора — Жана д’Орбе, Жана-ле-Лу, Гоше Реймсского и Бернара Суассонского. Сам лабиринт был уничтожен в 1779 году, однако до нас дошла его зарисовка, сделанная реймсским музыкантом и художником Жаком Селье, а также надписи, скопированные каноником Пьером Коко (фр. Pierre Cocquault). Имени Робера де Куси в нём нет; на основании этого факта и ряда других Демезон делает вывод, что он был лишь пятым или шестым зодчим Реймсского собора и, вероятно, просто завершил работу своих предшественников, в частности, западный фасад.
Помимо строительства Реймсского собора и церкви Сен-Никез, Робер де Куси, вероятно, принимал участие в строительстве аббатства Сен-Дени, где впоследствии и был похоронен. Известно, что он оставил аббатству крупную сумму на поминовение в день его рождения: это означает, что умирал он человеком весьма обеспеченным.